# Räsälä
Räsälä är en by i Kuopio kommun, Norra Savolax, Finland. Den ligger 38 kilometer sydost om Kuopio stad.